# Mafra, Santa Catarina
Mafra là một đô thị thuộc bang Santa Catarina, Brasil. Đô thị này có diện tích 1404,206 km², dân số năm 2007 là 51014 người, mật độ 36,1 người/km².